# Boudewijn II van Henegouwen
Boudewijn II (ca. 1056 – overleden in Anatolië, na 8 juni 1098), was graaf van Henegouwen van 1071 tot aan zijn dood.
Door het tweede huwelijk van zijn moeder Richilde van Henegouwen met zijn vader Boudewijn VI van Vlaanderen waren Vlaanderen en Henegouwen verenigd. Na de dood van zijn vader greep diens broer Robrecht I de Fries de macht in Vlaanderen.
Arnulf, de eerstgeborene van Boudewijn VI, probeerde Vlaanderen terug te winnen maar werd verslagen en gedood in de Slag bij Kassel. Boudewijn, toen nog minderjarig, werd zo de opvolger en zijn moeder trad op als zijn regent. Zij accepteerde bisschop Theoduinus van Luik als haar leenheer die haar hielp om Henegouwen te behouden. Hiermee had Henegouwen de rijksvrijheid verloren. Boudewijn en Richilde ondernamen militaire en diplomatieke pogingen om Vlaanderen terug te winnen maar hadden geen succes. In 1076 trad Richilde terug en regeerde Boudewijn zelfstandig.
In 1081 stichtten Boudewijn en zijn moeder de benedictijner Abdij van Saint-Denis-en-Broqueroie nabij Bergen, die zij rijk begiftigen.
In 1085 deed Boudewijn nog eens een serieuze poging om Vlaanderen te veroveren. Hij bracht met hulp van zijn oom Willem de Veroveraar een leger bijeen maar werd verslagen in een veldslag bij Broqueroie. Boudewijn moest zich toen bij de bestaande situatie neerleggen.
Boudewijn besloot deel te nemen aan de Eerste Kruistocht en verkocht, om de onderneming te financieren, het kasteel van Couin voor 50 zilvermarken en 1 pond goud aan de bisschop van Luik. Zijn neef Robrecht II van Jeruzalem, graaf van Vlaanderen, nam ook deel aan deze kruistocht. Na de verovering van Antiochië werd Boudewijn ermee belast om dit nieuws aan keizer Alexios I Komnenos te brengen. Onderweg naar Constantinopel werd hij echter overvallen en vermoord.

## Huwelijk en kinderen
Boudewijn huwde in 1084 met Ida van Leuven (ca. 1065 - 1139), dochter van Hendrik II en Adela van de Betuwe, hun kinderen waren:
- Ida, gehuwd met Thomas I van Coucy, door hem verstoten, ze kregen twee dochters
- dochter, getrouwd met Diederik van Avesnes
- Boudewijn (III)
- Arnold, gehuwd met Beatrix van Aat, ouders van Eustatius, gehuwd met Maria erfdochter van Roeulx, overleden in Palestina.
- Lodewijk
- Simon
- Hendrik
- Willem
- Richilde, gehuwd met (1115-1118) met Amalrik III van Montfort, graaf van Évreux, gescheiden wegens bloedverwantschap
- Aleida, gehuwd met Nicolaas II van Rumigny als zijn tweede echtgenote, ze kregen 8 kinderen.

Na het bericht van de dood van haar man trok Ida van Leuven persoonlijk naar Anatolië om zijn lichaam te zoeken en meer over de omstandigheden van zijn dood te weten te komen. Zij had geen succes.

## Voorouders
| Voorouders van Boudewijn II van Henegouwen | Voorouders van Boudewijn II van Henegouwen                                            | Voorouders van Boudewijn II van Henegouwen                                            | Voorouders van Boudewijn II van Henegouwen                                            | Voorouders van Boudewijn II van Henegouwen                                            | Voorouders van Boudewijn II van Henegouwen                                            | Voorouders van Boudewijn II van Henegouwen                                            | Voorouders van Boudewijn II van Henegouwen                                            | Voorouders van Boudewijn II van Henegouwen                                            |
| ------------------------------------------ | ------------------------------------------------------------------------------------- | ------------------------------------------------------------------------------------- | ------------------------------------------------------------------------------------- | ------------------------------------------------------------------------------------- | ------------------------------------------------------------------------------------- | ------------------------------------------------------------------------------------- | ------------------------------------------------------------------------------------- | ------------------------------------------------------------------------------------- |
| Overgrootouders                            | Boudewijn IV van Vlaanderen (980–1035) ∞ 1012 Otgiva van Luxemburg (986-1030)         | Boudewijn IV van Vlaanderen (980–1035) ∞ 1012 Otgiva van Luxemburg (986-1030)         | Robert II van Frankrijk (972-1031) ∞ Constance van Arles (986–1034)                   | Robert II van Frankrijk (972-1031) ∞ Constance van Arles (986–1034)                   | ? (-) ∞ ? (–)                                                                         | ? (-) ∞ ? (–)                                                                         | ? (-) ∞ ? (-)                                                                         | ? (-) ∞ ? (-)                                                                         |
| Grootouders                                | Boudewijn V van Vlaanderen (1013-1067) ∞ 1028 Adela van Mesen (1116-1165)             | Boudewijn V van Vlaanderen (1013-1067) ∞ 1028 Adela van Mesen (1116-1165)             | Boudewijn V van Vlaanderen (1013-1067) ∞ 1028 Adela van Mesen (1116-1165)             | Boudewijn V van Vlaanderen (1013-1067) ∞ 1028 Adela van Mesen (1116-1165)             | Reinier van Hanson? (-) ∞ ? (–)                                                       | Reinier van Hanson? (-) ∞ ? (–)                                                       | Reinier van Hanson? (-) ∞ ? (–)                                                       | Reinier van Hanson? (-) ∞ ? (–)                                                       |
| Ouders                                     | Boudewijn VI van Vlaanderen (1030-1070)(–) ∞ 1051 Richilde van Henegouwen (1035-1086) | Boudewijn VI van Vlaanderen (1030-1070)(–) ∞ 1051 Richilde van Henegouwen (1035-1086) | Boudewijn VI van Vlaanderen (1030-1070)(–) ∞ 1051 Richilde van Henegouwen (1035-1086) | Boudewijn VI van Vlaanderen (1030-1070)(–) ∞ 1051 Richilde van Henegouwen (1035-1086) | Boudewijn VI van Vlaanderen (1030-1070)(–) ∞ 1051 Richilde van Henegouwen (1035-1086) | Boudewijn VI van Vlaanderen (1030-1070)(–) ∞ 1051 Richilde van Henegouwen (1035-1086) | Boudewijn VI van Vlaanderen (1030-1070)(–) ∞ 1051 Richilde van Henegouwen (1035-1086) | Boudewijn VI van Vlaanderen (1030-1070)(–) ∞ 1051 Richilde van Henegouwen (1035-1086) |
| Boudewijn II van Henegouwen (±1056–1099)   |                                                                                       |                                                                                       |                                                                                       |                                                                                       |                                                                                       |                                                                                       |                                                                                       |                                                                                       |